# Saint-Martin-sur-Oust
Saint-Martin é uma comuna francesa na região administrativa da Bretanha, no departamento de Morbihan. Estende-se por uma área de 28,24 km². Em 2010 a comuna tinha 1 311 habitantes (densidade: 46,4 hab./km²).